# Rozalija Ziemlaczka
Rozalija Samojłowna Ziemlaczka, z d. Rozalija Załkind, ps. „Demon”, „Osipow” (ros. Роза́лия Само́йловна Земля́чка (Залкинд), ur. 20 marca?/1 kwietnia 1876 w Kijowie, zm. 21 stycznia 1947 w Moskwie) – rosyjska rewolucjonistka i polityk ZSRR żydowskiego pochodzenia, zastępca przewodniczącego Rady Komisarzy Ludowych ZSRR (1939–1943), organizatorka czerwonego terroru na Krymie 1920–1921 wobec byłych żołnierzy i oficerów carskiej armii, „białych” i ludności cywilnej.

## Życiorys
Po ukończeniu żeńskiego gimnazjum w Kijowie studiowała na wydziale medycznym Uniwersytetu w Lyonie, od 1896 związana z rosyjskim ruchem socjaldemokratycznym, 1898 wstąpiła do nowo powstałej SDPRR. Za działalność wywrotową 1899 skazana na wysiedlenie w trybie administracyjnym, skąd wróciła w 1901. Od 1901 agent „Iskry” w Odessie i Jekaterynosławiu, delegatka na II i III Zjazd SDPRR, od 12 października 1903 do kwietnia w KC tej partii. Od 1904 członkini „Biura Komitetów Większości” (bolszewickiego), od 1905 agent „Biura Komitetów Większości” na Uralu, później sekretarz Moskiewskiego Komitetu SDPRR. 1905 aresztowana, 1906 zwolniona, 1907 ponownie aresztowana i zwolniona 1909, po czym została sekretarzem organizacji partyjnej w Baku. Wkrótce emigrowała, wróciła 1914. Od marca 1915 do 1 czerwca 1917 sekretarz odpowiedzialny Komitetu Miejskiego SDPRR(b) w Moskwie, równocześnie w latach 1915–1916 członkini Moskiewskiego Biura KC SDPRR(b).
W listopadzie 1917 członkini Komitetu Wojskowo-Rewolucyjnego Rejonu Rogosko-Simonowskiego w Moskwie. Od grudnia 1917 do maja 1918 sekretarz odpowiedzialny Komitetu Miejskiego SDPRR(b)/RKP(b) w Moskwie, w 1918 komisarz brygady Armii Czerwonej, w latach 1918–1919 kierownik Wydziału Politycznego 8 Armii, a 1919–1920 13 Armii na Froncie Południowym. 1920 kierowała Wydziałem Politycznym Kolei Północnej, od 20 listopada 1920 do 6 stycznia 1921 sekretarz odpowiedzialny Krymskiego Komitetu Obwodowego RKP(b); na tym stanowisku była odpowiedzialna (wraz z Bélą Kunem i Gieorgijem Piatakowem) za masowe egzekucje żołnierzy Armii Ochotniczej Piotra Wrangla i krwawe prześladowania wszelkich „wrogów klasowych” i osób oskarżonych o „reakcyjność” i „działalność kontrrewolucyjną”; znana z sadyzmu, kazała przywiązywać żywych oficerów parami do desek i palić ich żywcem lub topić w barkach; z tego powodu zyskała miano „Diabła”.
W latach 1921–1923 sekretarz Komitetu Rejonowego RKP(b) w Moskwie, 1923–1924 kierownik Wydziału Organizacyjnego Kubańsko-Czarnomorskiego Komitetu Obwodowego RKP(b), 1924–1926 kierownik wydziału organizacyjno-rozdziałowego Północno-Kaukaskiego Krajowego Komitetu RKP(b)/WKP(b), równocześnie członkini Południowo-Wschodniego Biura KC RKP(b). Od 31 maja 1924 do 26 stycznia 1934 członkini Centralnej Komisji Kontroli RKP(b)/WKP(b), od maja 1926 do września 1927 sekretarz odpowiedzialny Rejonowego Komitetu WKP(b) w Permie, w latach 1927–1933 kierownik Społecznego Biura Skarg Ludowego Komisariatu Inspekcji Robotniczo-Chłopskiej ZSRR, od 13 lipca 1930 do 4 lutego 1932 członkini Prezydium Centralnej Komisji Kontroli WKP(b), równocześnie do 26 stycznia 1934 członkini Partyjnego Kolegium Centralnej Komisji Kontroli WKP(b). W latach 1932–1933 członkini kolegium Ludowego Komisariatu Komunikacji Drogowej ZSRR, 1933–1934 członkini kolegium Ludowego Komisariatu Inspekcji Robotniczo-Chłopskiej ZSRR, od 11 lutego 1934 do 6 września 1940 członkini Komisji Kontroli Radzieckiej przy Radzie Komisarzy Ludowych ZSRR, równocześnie od lutego 1934 do kwietnia 1937 kierownik Grupy Transportu i Łączności Komisji Kontroli Radzieckiej przy Radzie Komisarzy Ludowych ZSRR. Od 1939 do 1943 zastępca przewodniczącego Rady Komisarzy Ludowych ZSRR. W okresie 28 marca – 6 września 1940 członkini Rady Gospodarczej przy Radzie Komisarzy Ludowych ZSRR, od 21 marca 1939 do śmierci członkini KC WKP(b). Deputowana do Rady Najwyższej ZSRR 1 i 2 kadencji. Od 26 sierpnia 1943 do śmierci zastępca przewodniczącego Komisji Kontroli Partyjnej przy KC WKP(b). Pochowana na cmentarzu przy Murze Kremlowskim.
Jej imieniem nazwano ulice w Moskwie (obecnie Bolszaja Tatarskaja), Wołgogradzie, Woroneżu, Dmitrijewie-Lgowskim, Kijowie, Krzywym Rogu, Niżnym Nowogrodzie, Niżnym Tagile, Permie, Prokopjewsku i Solikamsku.

## Odznaczenia
- Order Lenina (dwukrotnie – 3 września 1931 i 1 kwietnia 1946)
- Order Czerwonego Sztandaru (1921 jako pierwsza kobieta odznaczona tym orderem)
- Medal „Za obronę Moskwy”
- Medal „Za ofiarną pracę w Wielkiej Wojnie Ojczyźnianej 1941–1945”